# Caryedon gonagra
Caryedon gonagra là một loài bọ cánh cứng trong họ Bruchidae. Loài này được Fabricius miêu tả khoa học năm 1798.

## Hình ảnh

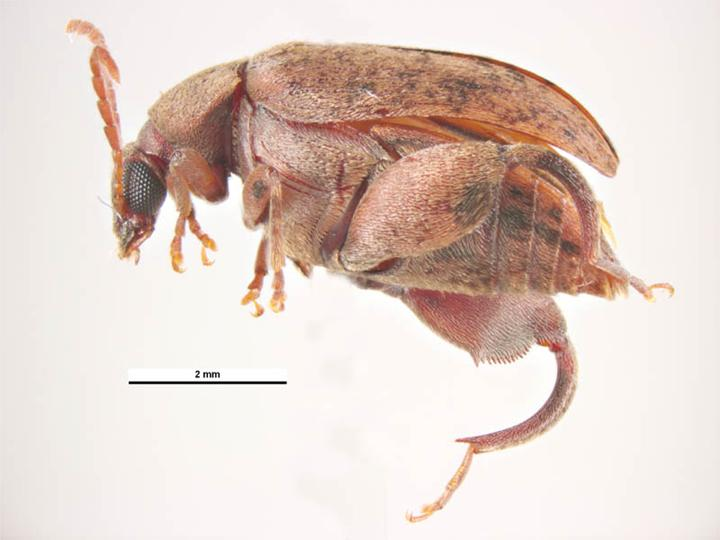